# Jardín de las plantas de Amiens
El Jardín de las plantas de Amiens (en francés: Jardin des plantes d'Amiens, llamado en sus orígenes como Jardín del Rey (Jardin du Roy) es un jardín botánico de 1 hectárea de extensión localizado en la ciudad de Amiens, Francia. 
Está etiquetado como  «Jardin Remarquable» (jardín notable de Francia.

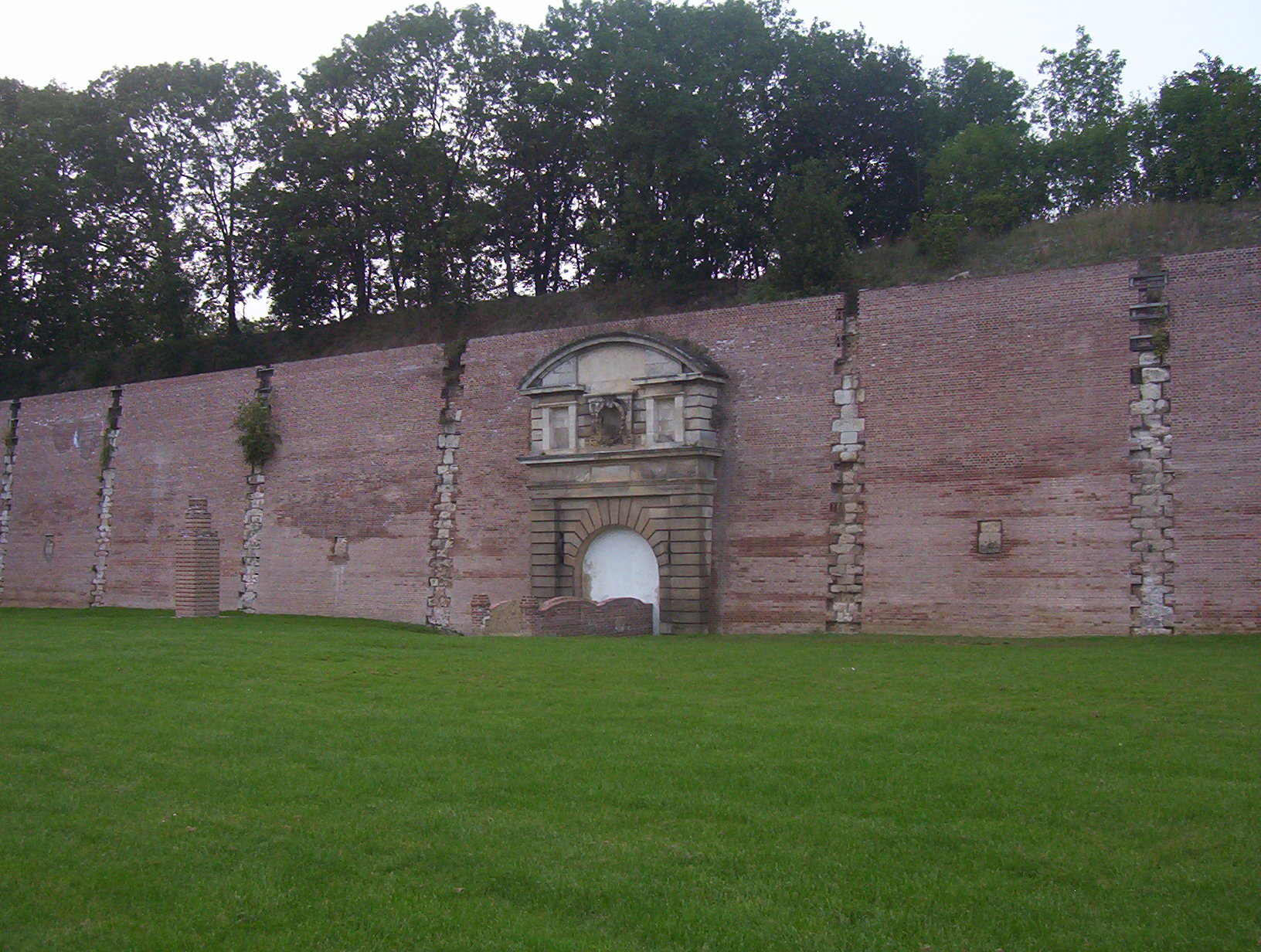
Puerta tapiada de la ciudadela de Amiens.

## Localización
El jardín botánico se encuentra entre la ciudadela de Amiens y el centro de la ciudad. 
Jardin des plantes d'Amiens Faubourg Saint-Maurice, Amiens, Somme, Picardie, Francia.
Planos y vistas satelitales.49°54′06″N 2°17′47″E / 49.90167, 2.29639
Se encuentra abierto al público, cobrando una tarifa de entrada. 
Se puede llegar mediante AMETIS; ligne1 parada en place Kruger

## Historia
El jardín de las plantas de Amiens tiene más de 260 años de historia. Por decisión del Consejo de Estado el 13 de mayo de 1751, el rey Luis XV concedió a la ciudad de Amiens, con un ingreso de 2.000 libras, el Jardin du Roy o "jardín del gobierno " (incluyendo que los Gobernadores de Picardía tenían, hasta entonces su disfrute), a condición de hacer un jardín botánico. Este es uno de los más antiguos de Francia.
Dom Robbe, prior del convento de los Feuillants, una botánico apasionado transformó el "Jardin du Roy" en un verdadero jardín botánico para el cultivo de las plantas y su estudio.
Un pabellón fue construido (1751). Una vez que en 1754, estaba bajo los auspicios de la "Academia de Ciencias, Letras y Artes de Amiens", se fueron abriendo parcelas botánicas para disfrute públicos.
El jardín se salvó de la desaparición en la Revolución gracias a la profesión médica de Amiens y al conservador Legrand quien lo hizo un lugar destacado para la enseñanza. El invernadero caliente y la Orangerie, construidos en 1802, acogerían a los futuros herbolarios y  farmacéuticos. En 1803, Joséphine de Beauharnais, la esposa del Primer Cónsul vino en persona para asistir a un curso de botánica impartido por el profesor Trannoy.
Entre los años 1830 a 1840, el Jardín Botánico de Amiens se convirtió en un punto de referencia en la enseñanza de la botánica en Francia, bajo la dirección del Dr. Jean-Baptiste Gregory Barbier - Director de la Escuela de Medicina y Farmacia de Amiens - y el Dr. Lemerchier, alcalde de Amiens. Mientras tanto, el pabellón del jardín acogió un museo, donde se llevó a cabo la primera exposición floral de la nueva Sociedad de Horticultura « Société d’Horticulture du département de la Somme ».
También fue en este momento que el Jardín Botánico comenzó, por primera vez, el servicio de la ciudad de Amiens. Bajo el conservador Duflot, que científicamente reorganizó su disposición, el jardín botánico ofrece plantas para el primer parque público de la ciudad, la "square Saint-Denis d'Amiens".
En 1895, el municipio retiró el campo público botánico.
Durante el siglo XX, la misión educativa detrás del jardín fue abandonada poco a poco a favor de aumentar la producción hortícola para satisfacer las necesidades de plantas de la ciudad de Amiens. 
En 2001, el "Jardin des Plantes" ya integrado en la Facultad de Ciencias de Amiens celebró su 250 aniversario. En esta ocasión, renovó su primera vocación de la enseñanza pública. La misión del Jardín Botánico se reafirmó. En pocos años, cuatro grandes colecciones de plantas relacionadas con la historia de la Picardie han ido surgiendo.

## Características
Es un jardín botánico, un parque y el lugar de producción de las plantas que florecen la ciudad de Amiens.
Su gestión científica y técnica está a cargo de un equipo con representación de la Société linnéenne Nord-Picardie, la Université de Picardie Jules Verne (UPJV), y Parques y Jardines de la ciudad de Amiens.
Se mantiene cumpliendo los estándares de desarrollo sostenible (sin el uso de pesticidas, la gestión diferenciada de los lechos de cultivo). Cada planta está etiquetada y tienen paneles de cada colección. 
El trazado regular masivo, sin cambios desde el siglo XVIII, se muestra por macizos de flores con la caja.
El jardín botánico tiene colecciones según el hilo conductor temático de « des Plantes, des Usages et des Hommes » (de las Plantas, de los usos y de los Hombres) está organizado en 4 conjuntos : 
- l'homme et la consommation (El hombre y el consumo)
- l'homme et la santé (El hombre y la salud)
- l'homme et l'industrie (El hombre y la industria)
- la connaissance des plantes (El conocimiento de las planta).

El lugar que ocupa la Picardía en el área agroalimentaria y agroindustria dirigió al equipo que gestiona el jardín, para rastrear a través del tema: el hombre y la industria, la historia de la agricultura en la región a través de las colecciones :
- Las plantas cultivadas entonces y ahora,
- plantas oleaginosas,
- Plantas forrajeras,
- Las plantas que se utilizan en los cultivos de campo (lino, trigo, patatas, remolacha, maíz...),
- Plantas tintóreas,
- Flora adventicia de cultivos o plantas mesicolas

El jardín también tiene :
- Rocalla alpina,
- Colección de rosales,
- Colección de árboles ornamentales notables como :
  - Cornus mas cornejo macho,
  - Cladrastis kentukea,
  - Gymnocladus dioica árbol del café de Kentucky,
  - Metasequoia glyptostroboides,
  - Fagus sylvatica asplenifoia haya hoja de helecho,
  - Quercus macrocarpa roble de grandes frutos,
  - Quercus phellos roble de hojas de sauce,
  - Liquidambar orientalis

- Árboles de alineación tales :
  - Aesculus indica, castaña de los Himalayas
  - Carya ovala nuez blanca,
  - Nyssa sylvatica gomero negro,
  - Celtis ssp.

El jardín también tiene :
- Varios invernaderos incluyendo uno en estilo Napoleón III, construido en 1895 y renovado en 2007,
- Casa de la Palma,
- Una orangerie, construida en 1802 para la aclimatación de plantas exóticas
- Un invernadero holandés 1970 por el que, en verano, se puede ver buganvillas en las barras.